# Maurice Jubert
Pour les articles homonymes, voir Jubert.
Maurice Jubert (né à Bar le Duc 7 juillet 1901 et mort à Sarrebruck le 22 février 1943) est un résistant français et un dirigeant de Combat Zone Nord.
Lieutenant de réserve d’artillerie coloniale, commandant de batterie, il est cité pour sa belle conduite en juin 1940 et reçoit la Croix de guerre.
Habitant le 176 quai Louis-Blériot à Paris XVIe, il loue, dans le même immeuble, un local camouflé en cabinet d’assurances. En fait, c’est le secrétariat du journal Les Petites Ailes de France, où travaillent Louis Durand et sa fille Geneviève, Thérèse Baton, Adzire Lindemann et sa bru Gilberte.
Arrêté le 7 février 1942, il est emprisonné à Fresnes, puis déporté, en vertu du décret Nacht und Nebel. Sa forte personnalité lui vaut un passage par le camp spécial SS d’Hinzert. Il est ensuite emprisonné à Sarrebruck où il meurt d’épuisement, le 22 février 1943.

## Sources
1. ↑  « Date et lieu de naissance de Maurice Jubert », sur francaislibres.net (consulté le 5 mars 2019).

- Archives Nationales.
- Musée de la Résistance et de la Déportation de Besançon.
- BDIC (Nanterre).